# همجنس‌گرایی زنانه

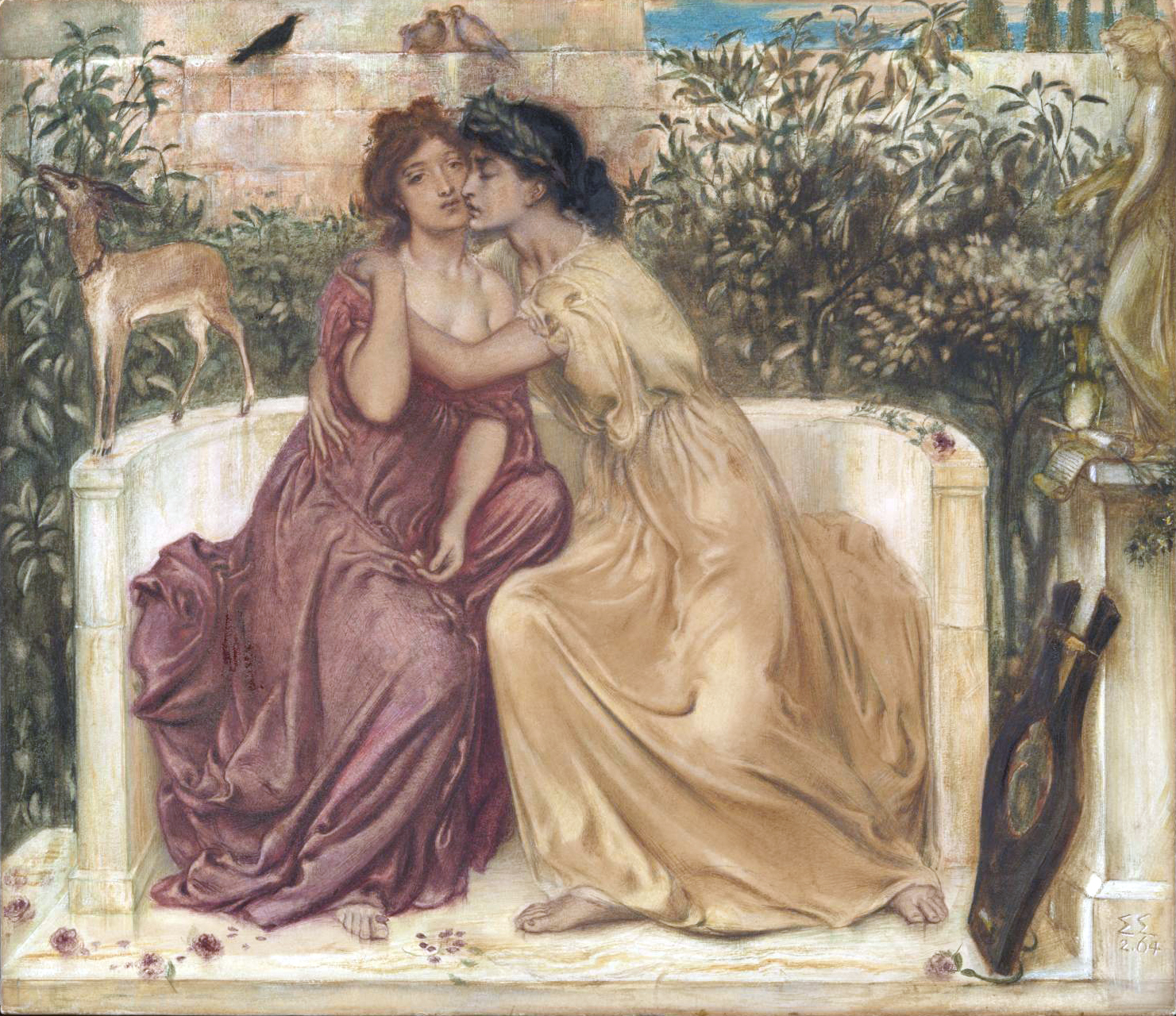
سافو و ارینا در باغی در میتیلین اثر سیمون سولومون، ۱۸۶۴

همجنس‌گرایی زنانه به گرایش عاطفی یا جنسی زنان به همجنس خود گفته می‌شود. زن همجنس‌خواه، لزبین یا طَبَق‌زن نامیده می‌شود. این اصطلاح همچنین برای توصیف کیستی جنسی یا رفتار جنسی زنان با صرف نظر از گرایش جنسی آن‌ها به کار می‌رود.
در درازای تاریخ، زنان نیز به‌مانند مردان برای برقراری روابط همجنس‌گرایانه آزادی عمل نداشته‌اند، اما در برخی جوامع، آن‌ها با کیفرهای سخت‌گیرانه همسان با همجنس‌گرایی مردانه روبرو نمی‌شدند. روابط همجنس‌گرایانه میان زنان غالباً بی‌خطر تلقی می‌شد، مگر آنکه یکی از طرفین می‌کوشید حقوق و امتیازاتی را که معمولاً مختص مردان بود به‌دست‌آورد. به همین دلیل، در تاریخ اسناد کمی دربارهٔ چگونگی ابراز همجنس‌گرایی زنان وجود دارد.
به لحاظ قانونی در بسیاری از کشورها همجنسگرایی زنانه دیگر جرم تلقی نمی‌شود اما در پاره‌ای از کشورها همچون ایران در شرایط خاصی جرم‌انگاری شده است؛ هرچند در قیاس با لواط مردان، برای مُساحقهٔ زنان حساسیت و کیفر کمتری وجود دارد بدین‌سان که در جرم لواط، در موارد بسیاری کیفر اعدام نیز پیش‌بینی شده اما در مساحقه تنها صد تازیانه مقرر شده است.

## پیشینه
لزبین برگرفته از نام جزیرهٔ «لزبوس» (به یونانی: Λέσβος) است در دریای اژه که محل زندگی «سافو» شاعر یونانی سدهٔ ششم پیش از میلاد بوده است. او غزلیاتی در وصف عشق به زنان و مردان دارد و این امر زمینه‌ای بوده که وقتی در سدهٔ نوزدهم عنوانی ویژه برای همجنس‌گرایی زنان پدیدار گشت، «سافو» و زادگاهش خاستگاهی برای گزینش نام «لزبین» قرار گرفت. در واقع در تمدن‌های باستانی نمی‌توان مرزگذاری‌های کیستی همجنس‌گرا/دگرجنس‌گرا را به صورتی که امروزه عادت کرده‌ایم تشخیص داد. همسان عشقی را که سافو به دختران ابراز کرده بود، در سراسر جهان زنان باستان می‌توان یافت اما قالب‌های امروزی ما نمی‌تواند به درستی این روابط را توصیف کند. چنین تساهلی در میان‌رودان و مصر باستان نیز وجود داشته است. برخی در قانون حمورابی نیز اثر تساهل را دربارهٔ روابط زنان یافته‌اند. در این قانون از کسانی یاد شده است به نام Salzikrum که به‌طور تحت‌اللفظی به دختر-مردانه یا زن-مردانه ترجمه شده است. اما شماری این دیدگاه را نمی‌پذیرند و بر این باورند که این ایده مطابق با جامعهٔ مردسالار این دوره نبوده است. چنین می‌نماید که این شخصیت می‌تواند تا حدودی منطبق با ایده لزبین بودن باشد. به هر روی عنوان لزبین نخست برای اشاره به شیوه تغزلی به کار می‌رفته که حاکی از عشق میان زنان بوده است اما تدریجاً به عنوان یک اصطلاح پزشکی برای توصیف همبستری میان زنان به کار رفته؛ یعنی آنچه طبق‌زنی (این اصطلاح به معنی برهم مالیدن واژن‌ها در پوزیشن قیچی است معادل آنچه که در عربی «مساحقه» و در انگلیسی «Tribadism» نامیده می‌شود) نیز خوانده شده است. همجنس‌گرایی زنان به عنوان لزبینیسم نخستین بار در زبان متخصصان رفتارشناسی جنسی سده‌های نوزدهم و بیستم پدیدار شد. در اواخر قرن هجدهم هاینریش اولریکس در پژوهش‌های خود دربارهٔ همجنس‌گرایی مطابق دیدگاه آن دوره که هنوز گرایش جنسی و هویت جنسیتی را از هم جدا نمی‌کردند، همجنس‌گرایان را به عنوان یک جنس سوم تشخیص داده بود. او عنوان اورانیر را برای همجنس‌گرایان مرد و زن برمی‌گزید. بدین‌سان همجنس‌گرایی نیز با یک واژهٔ پزشکی یعنی اورانیسم خوانده می‌شد که در میان متخصصان رفتارشناسی جنسی آلمانی تا مدتی به جای لزبینیسم به کار می‌رفت. کیستی لزبین‌ها در کشورهای اروپایی و آمریکای شمالی اغلب تحت تأثیر فعالان و پژوهشگران فمینیست است. جنبشی که از دهه شصت میلادی فعال شده است اما تا پیش از این دهه انجمن‌های زیرزمینی و انتشارات اغلب زیرزمینی یا در حاشیه جایی است که برون‌آیی لزبین‌ها به عنوان یک کیستی میسر بوده است. برای نمونه در سال ۱۹۵۵ میلادی هشت زن همدیگر را در سانفرانسیسکو در خانهٔ یکدیگر ملاقات می‌کردند تا جایی برای رقص و آشنایی با یکدیگر داشته باشند. این نقطهٔ آغازی برای تشکیل یک گروه از لزبین‌ها در آمریکا بود به نام «دختران بیلیتیس» (اختصاری DOB). آن‌ها مجله‌ای به نام «نردبان» را سال بعد منتشر کردند که در آن عادی بودن زندگی یک لزبین، طرح نام و زندگی نامداران لزبین و بیان زندگی روزمره لزبین‌ها و در مجموع عادی‌سازی امری است که در این دوره هنوز ننگ بزرگی در آمریکا محسوب می‌شد. آن‌ها عنوان «متفاوت» را برای اشاره به لزبین‌ها به‌کار می‌بردند چرا که جامعه هنوز قادر به عادی انگاشتن عنوان لزبین نداشت.
معانی گوناگون واژه «لزبین» از اوایل سدهٔ بیستم میلادی باعث شده است که برخی از تاریخ‌نگاران به روابط تاریخی میان زنان پیش از گسترش استفاده از این واژه با تعریف تمایلات جنسی بپردازند. بحث‌های تاریخ‌نگاران موجب پرسش‌های بیشتری دربارهٔ اینکه چه چیزی به عنوان یک رابطه لزبینی شناخته می‌شود، شده است. همان‌طور که فمینیست‌های لزبین تأکید کردند، وجود مؤلفهٔ جنسی در شناسایی خود به عنوان لزبین ضروری نیست، اگر روابط اصلی و نزدیک با زنان بوده باشد. هنگامی که روابط گذشته در بافت تاریخی مناسب بررسی می‌شود، دوره‌هایی وجود دارند که عشق و جنسیت مفاهیمی جداگانه و غیرمرتبط بوده‌اند. در سال ۱۹۸۹، گروهی علمی به نام «گروه تاریخ لزبین‌ها» نوشت:
به دلیل تمایل جامعه به انکار وجود لزبین‌ها، انتظار می‌رود که درجه بالایی از اطمینان قبل از اینکه تاریخ‌نگاران یا زندگینامه‌نویسان اجازه استفاده از این برچسب را داشته باشند، وجود داشته باشد. مدارکی که در هر موقعیت دیگری بسنده است، در اینجا بسنده نیست… زنی که هرگز ازدواج نکرده، با زن دیگری زندگی کرده، دوستانش عمدتاً زنان بوده‌اند یا در دایره‌های شناخته‌شده لزبینی یا مخلوطی از دایره‌های همجنس‌گرا زندگی کرده است، احتمالاً یک لزبین بوده است. … اما این نوع مدارک «مدرک» نیست. آنچه منتقدان ما می‌خواهند، مدرک انکارنشدنی از همبستری میان زنان است. و این امر تقریباً غیرممکن است که پیدا شود.
تمایلات جنسی زنان اغلب به درستی در متون و اسناد نمایانده نمی‌شود. تا همین اواخر، بسیاری از آنچه در مورد تمایلات جنسی زنان مستند گشته، به‌دست مردان نوشته شده است، در زمینه درک مردانه، و مرتبط با ارتباطات زنان با مردان – مانند همسران، دختران یا مادران‌شان. اغلب نمایه‌های هنری از تمایلات جنسی زنان، روندها یا ایده‌هایی را در مقیاس‌های وسیع‌تر پیشنهاد می‌دهند و به تاریخ‌نگاران سرنخ‌هایی می‌دهند که چگونه روابط اروسیک میان زنان گسترده یا پذیرفته شده بود.

### یونان باستان و روم

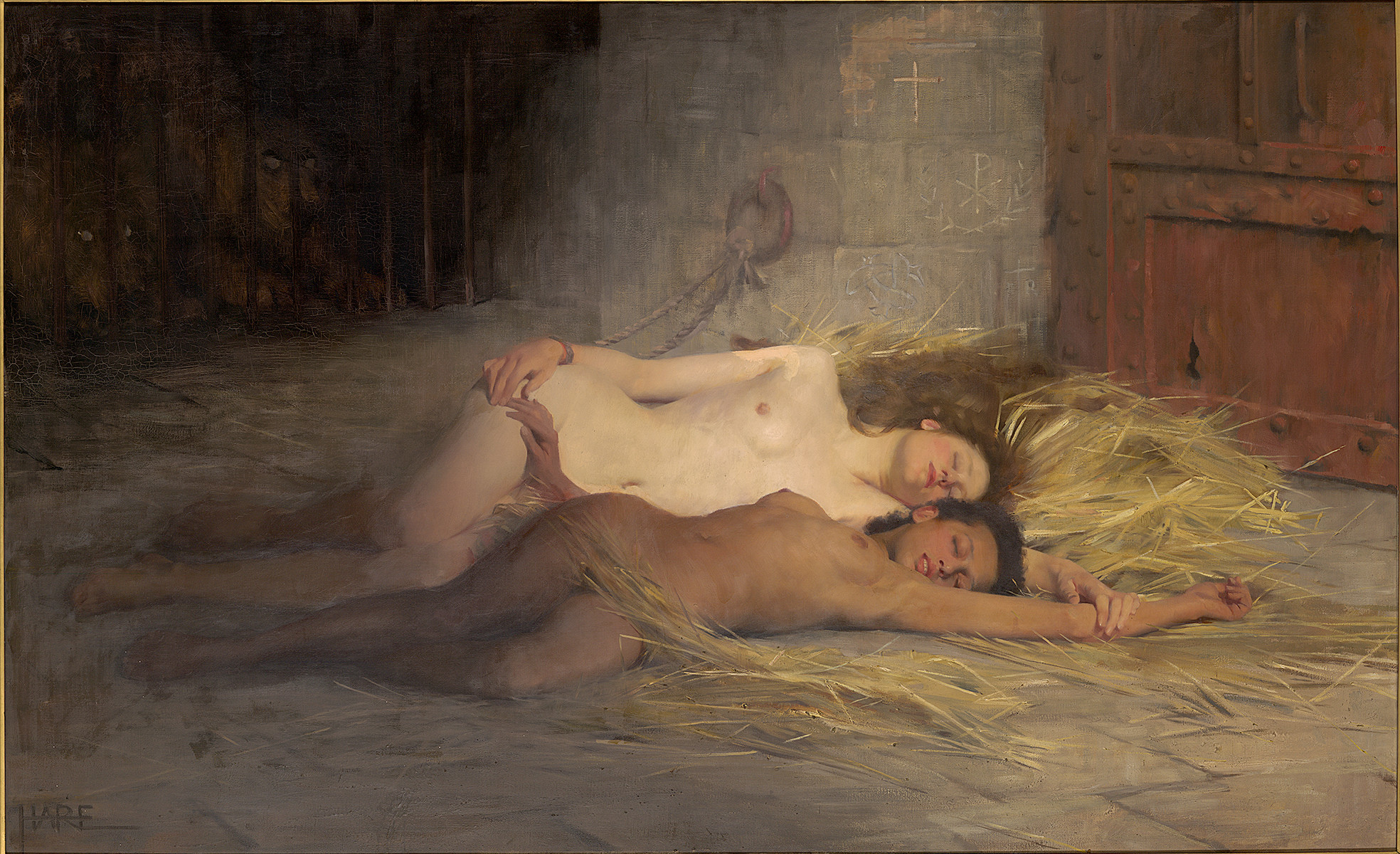
پیروزی ایمان اثر جورج هیر که به‌دست کوبنا مرسر به عنوان تصویری از یک زوج لزبین بین‌نژادی توصیف شده است، و آن را به Les Amis اثر ژول روبرت اوگوست تشبیه کرده است.

زنان در یونان باستان به‌طور جداگانه با یکدیگر زندگی می‌کردند و مردان نیز به همین صورت تفکیک می‌شدند. در این محیط هموسوشال، روابط اروسیک و جنسی میان مردان رایج بود و در ادبیات، هنر و فلسفه ثبت می‌شد. اطلاعات بسیار کمی در مورد فعالیت‌های همجنس‌گرایانه میان زنان یونانی ثبت شده است. برخی گمانه‌زنی‌ها وجود دارد که روابط مشابهی میان زنان و دختران نیز وجود داشته است — شاعر آلکمان از واژه aitis به عنوان فرم مؤنث واژه aites (که واژه رسمی برای شرکت‌کننده جوان در رابطه‌های شاهدبازی بود) استفاده کرده است. آریستوفان در اثر افلاطون به نام ضیافت زنان را که به زنان دیگر علاقه‌مند هستند، ذکر می‌کند، اما به جای استفاده از واژه eros که برای روابط اروسیک بین مردان و زنان و نیز میان مردان به کار می‌رفت، از واژه trepesthai (یعنی متمرکز شدن) بهره می‌برد.
تاریخ‌نگار نانسی رابینوویتز استدلال می‌کند که تصاویر گلدان‌های سرخ یونانی که زنان را در حال داشتن دست در دور کمر یکدیگر یا تکیه بر شانه‌های یکدیگر نشان می‌دهند، می‌توانند به عنوان ابراز علاقه عاشقانه تفسیر شوند. بخش زیادی از زندگی روزمره زنان در یونان باستان ناشناخته است، به ویژه ابرازات جنسی آن‌ها. با این که مردان در روابط شاهدبازی در یونان باستان خارج از ازدواج شرکت می‌کردند، هیچ شواهد واضحی وجود ندارد که نشان دهد به زنان اجازه داده شده یا تشویق می‌شدند که روابط همجنس‌گرایانه داشته باشند، مشروط به این که تعهدات زناشویی آن‌ها برآورده شود. زنانی که در گلدان‌های یونانی به تصویر کشیده شده‌اند، با محبت به تصویر درآمده‌اند، و در مواقعی که زنان تنها با دیگر زنان دیده می‌شوند، تصاویر آن‌ها به صورت اروسیک نمایش داده می‌شود: حمام کردن، لمس یکدیگر، با آلت مصنوعی‌هایی که در این صحنه‌ها قرار دارند، و گاهی تصاویری که در ازدواج‌های هتروسکچوال یا فریب‌های پدرستیک نیز دیده می‌شود. آیا این اروسیک بودن برای بیننده است یا نمایشی دقیق از زندگی، هنوز ناشناخته است. رابینوویتز می‌نویسد که عدم علاقه مورخان قرن نوزدهمی که در مطالعات یونان باستان تخصص داشتند، به زندگی روزمره و تمایلات جنسی زنان در یونان، به اولویت‌های اجتماعی آن‌ها برمی‌گردد. او فرض می‌کند که این عدم علاقه باعث شد که این رشته بیش از حد مردمحور شود و بخشی از مسئولیت محدود بودن اطلاعات موجود دربارهٔ موضوعات زنان در یونان باستان به این موضوع بازمی‌گردد.
زنان در روم باستان نیز تحت تعاریف جنسی مردان قرار داشتند. پژوهش‌های مدرن نشان می‌دهند که مردان، همجنس‌گرایی زنان را با دشمنی می‌نگریستند. آن‌ها زنانی را که با دیگر زنان همبستری داشتند، به عنوان نابهنجاری‌های زیستی می‌دانستند که می‌کوشیدند زنان و گاهی مردان را با کلیتوریسهایی که به طرز «غیرطبیعی بزرگ» بودند، نفوذ دهند. طبق گفته پژوهشگر جیمز بوتریکا، لزبین‌گرایی «نه تنها دیدگاه مرد رومی را به عنوان تنها دهنده لذت جنسی به چالش می‌کشید، بلکه پایه‌های بنیادی فرهنگ مردسالار روم را نیز به چالش می‌کشید». هیچ سند تاریخی از زنانی که شریک جنسی زنانی دیگر بوده‌اند، وجود ندارد.

### دوران مدرن نخستین
همجنس‌گرایی زنان در اروپا در دوران مدرن نخستین همان واکنش منفی که همجنس‌گرایی مردان یا زنان داشت، از سوی مقامات مذهبی یا حقوقی دریافت نکرد. در حالی که لواط بین مردان، مردان و زنان، و مردان و حیوانات در انگلستان مجازات مرگ داشت، اعتراف به همبستری میان زنان در متون پزشکی و قانونی وجود نداشت. نخستین قانون علیه همجنس‌گرایی زنان در فرانسه در سال ۱۲۷۰ ظاهر شد. در اسپانیا و ایتالیا و امپراتوری مقدس روم، لواط بین زنان در فهرست اعمال غیرطبیعی و کیفرپذیر با سوزاندن تا مرگ قرار داشت، اگرچه موارد کمی از این اتفاقات ثبت شده است.
نخستین اعدام این‌چنینی در اشپیر در سال ۱۴۷۷ میلادی رخ داد. به راهبه‌هایی که یکدیگر را «سواری» می‌کردند یا کشف می‌شد که سینه‌های یکدیگر را لمس کرده‌اند، چهل روز توبه تحمیل می‌شد. یک راهبه ایتالیایی به نام خواهر بندتا کارلینی مستند شده است که بسیاری از خواهران خود را زمانی که به‌دست روحی الهی به نام «اسپلندیتلو» تسخیر شده بود، اغوا کرده بود؛ برای پایان دادن به روابطش با زنان دیگر، او در چهل سال آخر زندگی خود در سلول انفرادی قرار گرفت. همجنس‌گرایی زنانه در ادبیات و تئاتر انگلیسی آن‌قدر رایج بود که تاریخ‌نگاران پیشنهاد می‌دهند که این پدیده در یک دوره خاص در دوران رنسانس مد شده بود. زن انگلیسی مری فریت در مطالعات آکادمیک به عنوان یک زن همجنس‌گرا شناخته شده است.
ایده‌ها دربارهٔ تمایلات جنسی زنان با درک معاصر از اندام زنانه پیوند خورده بود. واژن به عنوان نسخه داخلی آلت تناسلی مردانه در نظر گرفته می‌شد؛ جایی که کمال طبیعت مردی را ایجاد کرده بود، اغلب تصور می‌شد که طبیعت می‌کوشد تا با برآمدگی واژن، آلت تناسلی در برخی زنان ایجاد کند. این تغییرات جنسی بعداً به عنوان مواردی از نرمادهها در نظر گرفته شد و هرمافرودیتیسم معادل با تمایل جنسی همجنس‌گرایانه زنان شد. بررسی پزشکی هرمافرودیتیسم به اندازه‌گیری کلیتوریس بستگی داشت؛ یک کلیتوریس بزرگ‌تر و متورم به عنوان ابزاری در نظر گرفته می‌شد که زنان از آن برای نفوذ به زنان دیگر استفاده می‌کنند. نفوذ نگرانی در تمام اعمال جنسی بود و زنی که تصور می‌شد تمایلات غیرقابل کنترل به دلیل کلیتوریس متورم خود دارد، «تریباده» (به‌طور دقیق، کسی که مالش می‌دهد) نامیده می‌شد. نه تنها تصور می‌شد که کلیتوریس متورم باعث ایجاد میل‌های جنسی در برخی زنان می‌شود که منجر به خودارضایی می‌شود، بلکه جزواتی که زنان را از خودارضایی و منجر شدن به چنین اندام‌هایی بر حذر می‌داشتند، به عنوان داستان‌های احتیاطی نوشته می‌شدند. برای مدتی، خودارضایی و همبستری همجنس‌گرایانه زنانه معانی یکسانی داشتند.
تمایز طبقاتی در همجنس‌گرایی زنانه رنگ باخت. تریباده‌ها به‌طور همزمان اعضای طبقه پایین جامعه محسوب می‌شدند که در تلاش بودند زنان فاضل را فاسد کنند، و در عین حال نمایندگان یک طبقه اشرافی فاسد به دلیل انحطاطشان بودند. نویسندگان ساتیرک پیشنهاد کردند که رقبای سیاسی (یا بیشتر اوقات، همسرانشان) به تریبادیسم پرداخته‌اند تا به شهرت آن‌ها آسیب بزنند. گفته می‌شد که ملکه آن رابطه‌ای پرشور با سارا چرچیل، دوشس مارلبرو، مشاور و معتمد نزدیک خود، داشته است. هنگامی که چرچیل به عنوان محبوب‌ترین مشاور ملکه از سلطنت برکنار شد، او ادعاهایی مبنی بر روابط ملکه با زنان خدمتکار تخت‌خوابش منتشر کرد. ماری آنتوانت نیز برای مدتی بین سال‌های ۱۷۹۵ تا ۱۷۹۶ گرفتار چنین شایعاتی بود.

### شوهران زن در سده‌های ۱۷ و ۱۸

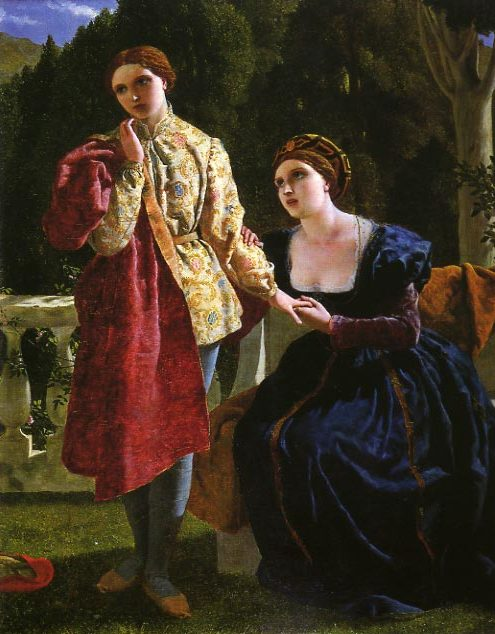
استفاده از نقاب‌گذاری جنسیتی به عنوان یک ابزار دراماتیک در قرون ۱۶ و ۱۷ میلادی رایج بود، مانند این صحنه از ویولا و اولیویا از شب دوازدهم اثر فردریک پیکرزگیل (۱۸۵۹).

هارمافرودیتیسم به اندازه‌ای در ادبیات پزشکی مطرح شد که به‌عنوان دانش عمومی شناخته می‌شد، اگرچه موارد آن نادر بود. عناصر همجنس‌گرایانه در ادبیات گسترده بود، به‌ویژه نقاب‌گذاری جنسیتی برای فریب یک زن بی‌خبر به‌منظور فریفته کردن او. چنین تکنیک‌هایی در آثار ویلیام شکسپیر مانند شب دوازدهم (۱۶۰۱)، ملکه پریان اثر ادموند اسپنسر در ۱۵۹۰، و The Bird in a Cage اثر جیمز شیرلی در ۱۶۳۳ استفاده شد. مواردی از دوره رنسانس که زنان شخصیتی مردانه به خود می‌گرفتند و برای سال‌ها یا دهه‌ها شناسایی نمی‌شدند ثبت شده است، اما اینکه آیا این موارد باید به‌عنوان دگرجنس‌پوشی توسط زنان همجنس‌گرا توصیف شوند، یا به‌عنوان تراجنسیتی در جامعه‌شناسی معاصر توصیف شود، مورد بحث است و به جزئیات فردی هر مورد بستگی دارد.
اگر کشف می‌شد، مجازات‌ها از مرگ گرفته تا گذراندن زمان در میله‌های رسوایی یا دستور به ممنوعیت پوشیدن پوشاک مردانه متغیر بود. هنری فیلدینگ در ۱۷۴۶ یک رساله به نام شوهر زن نوشت که بر اساس زندگی ماری همیلتون بود، که پس از ازدواج با یک زن در حالی که به‌عنوان مرد در پوشاک مردانه درآمده بود، دستگیر و به تازیانه در منظر عمومی و شش ماه زندان محکوم شد. نمونه‌های مشابهی از کاترین لینک در پروس در ۱۷۱۷، که در ۱۷۲۱ اعدام شد؛ آن گراندجان اهل سوئیس که با همسرش ازدواج کرده و به لیون مهاجرت کرد، اما به‌دست زنی که پیش‌تر با او رابطه داشته بود لو رفت و به گذراندن زمان در میله‌ها و زندان محکوم گردید.
تمایل کریستینا، ملکه سوئد به پوشیدن لباس در قامت یک مرد در زمان خود شناخته‌شده بود و به‌دلیل اصالت نیکوکارانه‌اش بخشوده شده بود. او به‌عنوان مرد بزرگ شده و در آن زمان شایعه شده بود که او هارمافرودیت است. حتی پس از استعفای کریستینا از تاج‌وتخت در سال ۱۶۵۴ میلادی برای اجتناب از ازدواج، او همچنان به دنبال روابط عاشقانه با زنان بود.
برخی از تاریخ‌نگاران موارد دگرجنس‌پوشی زنان را به‌عنوان تجلی قدرت‌خواهی زنان که به‌طور طبیعی نمی‌توانستند در لباس‌های زنانه از آن برخوردار شوند، می‌بینند، یا راهی برای درک تمایل خود به زنان. لیلیان فادِرمن استدلال می‌کند که جامعه غربی از زنانی که نقش‌های زنانه خود را رد می‌کردند، تهدید می‌شد. کاترین لینک و دیگر زنانی که متهم به استفاده از آلت‌های مصنوعی بودند، مانند دو راهبه در اسپانیا در قرن ۱۶ که به‌خاطر استفاده از «ابزارهای مادی» اعدام شدند، به‌طور شدیدتری از کسانی که این کار را انجام نمی‌دادند مجازات شدند. دو ازدواج بین زنان در چشر، انگلستان در ۱۷۰۷ (بین هانا رایت و آن گاسکیل) و ۱۷۰۸ (بین آن نورتون و آلیس پیکفورد) ثبت شد که هیچ نظری در مورد زن بودن هر دو طرف در آن‌ها وجود نداشت. گزارش‌هایی از کشیشانی با معیارهای سهل‌گیر که مراسم عروسی را برگزار کرده‌اند و در مورد شرکت در عروسی مشکوک بوده‌اند، در قرن بعدی نیز ادامه پیدا کرد.
در خارج از اروپا، زنان قادر بودند به‌عنوان مرد پوشاک تن کننند و شناسایی نشوند. دبرا سامپسون در انقلاب آمریکا تحت نام رابرت شورتیلف مبارزه کرد و روابطی با زنان داشت. ادوارد دی لِیسی اوانس در ایرلند به‌عنوان زن به دنیا آمد، اما در درازای سفر به استرالیا نام مردانه‌ای اختیار کرد و به مدت ۲۳ سال به‌عنوان مرد در ویکتوریا زندگی کرد و سه بار ازدواج کرد. پرسِی ردوود در نیوزیلند در سال ۱۹۰۹ جنجالی به‌پا کرد وقتی که مشخص شد او امی بوک است، که با زنی از پورت مولیناکس ازدواج کرده بود؛ روزنامه‌ها بحث می‌کردند که آیا این نشانه‌ای از دیوانگی است یا نقص ذاتی شخصیت.

### دورهٔ معاصر
در اواخر سدهٔ نوزدهم میلادی و با آغاز مطالعات نخستین در زمینه سکس‌شناسی، رفتارهای همجنس‌گرایانه دسته‌بندی و توصیف شدند. این مطالعات، که با کمبود دانش دربارهٔ همجنس‌گرایی و تمایلات جنسی زنان همراه بود، زنان لزبین را افرادی می‌شناساندند که به نقش‌های جنسیتی سنتی زنان پایبند نبودند. در آن زمان، این زنان به‌عنوان بیمار روانی شناخته می‌شدند — تعریفی که از اواخر قرن بیستم در جامعه علمی جهانی تغییر کرده و به رسمیت شناخته شده است. زنان در روابط همجنس‌گرایانه در اروپا و ایالات متحده آمریکا در مواجهه با تبعیض و سرکوب، یا زندگی شخصی خود را پنهان می‌کردند یا با پذیرش برچسب «مطرود»، زیرفرهنگ‌ها و هویت اجتماعی خود را ایجاد می‌کردند. پس از جنگ جهانی دوم و در دوران سرکوب اجتماعی که دولت‌ها به‌طور فعال به آزار و اذیت همجنس‌گرایان می‌پرداختند، زنان شبکه‌هایی را برای معاشرت و آموزش یکدیگر تشکیل دادند. دستیابی به آزادی اقتصادی و اجتماعی بیشتر به آن‌ها اجازه داد روابط و خانواده‌های خود را به شیوه‌ای مستقل‌تر شکل دهند.
با موج دوم فمینیسم و رشد مطالعات تاریخی زنان و مسائل جنسی در اواخر سدهٔ بیستم، تعریف «لزبین» گسترده‌تر شد و بحث‌هایی دربارهٔ نحوه استفاده از این واژه به وجود آمد. درحالی‌که پژوهش‌های لیزا ام. دیاموند نشان می‌دهد که میل جنسی جزو اصلی تعریف زنان لزبین است، برخی زنانی که در فعالیت‌های جنسی همجنس‌گرایانه شرکت می‌کنند نه‌تنها از شناسایی به‌عنوان لزبین خودداری می‌کنند، بلکه هویت دوجنس‌گرایی را نیز نمی‌پذیرند. از سوی دیگر، خودشناسی به‌عنوان لزبین ممکن است با گرایش یا رفتار جنسی فرد همخوانی نداشته باشد. هویت جنسی لزوماً معادل گرایش یا رفتار جنسی نیست و این عدم تطابق می‌تواند دلایل گوناگونی همچون ترس از آشکارسازی گرایش جنسی در محیطهمجنس‌گراهراسانه داشته باشد. این پیچیدگی در هویت جنسی نشان می‌دهد که چگونه عوامل اجتماعی، فرهنگی و روانی می‌توانند بر نحوه درک و ابراز کیستی جنسی تأثیر بگذارند. درنتیجه، تعریف «لزبین» همچنان موضوعی پویا و وابسته به زمینه‌های گوناگون است. نمایش لزبین‌ها در رسانه‌ها نشان می‌دهد که جامعه به‌طور همزمان مجذوب و مرعوب زنانی است که نقش جنسیتی سنتی را به چالش می‌کشند و همچنین با ترکیبی از شگفتی و بیزاری به زنانی که روابط عاشقانه با یکدیگر دارند، واکنش نشان می‌دهد.
زنانی که کیستی لزبین را می‌پذیرند، تجربیاتی مشترک دارند که نگرشی همانند یک کیستی قومی در آن‌ها شکل می‌دهد: به‌عنوان همجنس‌گرا، آن‌ها به واسطهٔ دگرجنس‌گراسالاری و احتمال رانده شدن از سوی خانواده و دوستان و دیگران به دلیل همجنس‌گراهراسی به همدیگر پیوند می‌خورند. به‌عنوان زنان نیز، با نگرانی‌ها و مسائل جداگانه‌ای مواجه هستند که مردان همجنس‌گرا با آن‌ها روبرو نیستند.
لزبین‌ها ممکن است با مشکلات ویژهٔ پیکری یا روانی مواجه شوند که از تبعیض، پیش‌داوری و اضطراب اقلیت ناشی می‌شود. افزون بر این، شرایط سیاسی و نگرش‌های اجتماعی نیز بر شکل‌گیری روابط و خانواده‌های لزبین آشکارا تأثیر می‌گذارد. این عوامل نشان‌دهنده پیچیدگی موقعیت لزبین‌ها در جامعه است؛ موقعیتی که تحت تأثیر تلفیقی از کیستی جنسی و جنسیتی و فشارهای اجتماعی و فرهنگی قرار دارد.

## جنسیت و کیستی

پرچم فمینیسم لزبین شامل یک لابریس (تبر دو تیغه) درون مثلث سیاه وارونه، بر زمینه‌ای به رنگ بنفش که نماد فمینیسم لزبین است.

پرچم افتخار لزبین، برگرفته از رنگ‌های طراحی پرچم لزبین‌های لوازم‌آرایشی.

پرچم جامعه لزبین که در سال ۲۰۱۸ در رسانه‌های اجتماعی معرفی شد؛ نوار نارنجی تیره نمایانگر تنوع جنسیتی است.

کیستی و گرایش جنسی لزبین در فرهنگ‌های گوناگون با بهره‌گیری از نمادها و پرچم‌ها به نمایش گذاشته شده است. این نمادها نشان‌دهندهٔ افتخار و وحدت و مبارزات جامعه لزبین هستند. طراحی پرچم‌ها بر اساس ارزش‌ها و تاریخچهٔ لزبین‌ها شکل گرفته و رنگ‌ها و طرح‌های آن‌ها بازتاب‌دهندهٔ گوناگونی و کیستی این گروه است.
تصور اینکه همبستری میان زنان برای تعریف یک لزبین یا رابطه لزبین ضروری است، همچنان محل مناقشه است. بنا به گفتهٔ نویسندهٔ فمینیست، نائومی مک‌کومیک، جنسیت زنان به‌دست مردان ساخته می‌شود، که شاخص اصلی گرایش جنسی لزبین را تجربهٔ جنسی با زنان دیگر می‌دانند. این شاخص برای شناسایی یک زن به عنوان زن‌گرای جنسی ضروری نیست. مک‌کومیک بیان می‌کند که ارتباطات احساسی و ذهنی و ایدئولوژیک میان زنان به اندازه یا حتی مهم‌تر از جنسی بودن آن است. با این همه، در دههٔ ۱۹۸۰، یک حرکت قابل توجه از سوی فمینیست‌های فرهنگی که به دنبال بی‌جنس‌گرایی لزبینیسم بودند، وجود داشت که منجر به جنجال‌های شدیدی به نام جنگ‌های جنسی فمینیستی شد. نقش‌های «بوتچ» و «فم» دوباره بازگشتند، هرچند نه به‌طور دقیقی همان‌طور که در دههٔ ۱۹۵۰ بودند. این نقش‌ها به شکلی از خودابراز جنسی انتخابی برای برخی زنان در دههٔ ۱۹۹۰ تبدیل شدند. زنان دوباره احساس امنیت افزون‌تری برای ادعای ماجراجویی جنسی بیشتر کردند و انعطاف‌پذیری جنسی بیش از پیش پذیرفته شد.
تمرکز این بحث اغلب بر پدیده‌ای است که توسط سکس‌شناس Pepper Schwartz در سال ۱۹۸۳ نام‌گذاری شد. شوارتز دریافت که زوج‌های لزبین بلندمدت گزارش می‌دهند که تماس جنسی کمتری نسبت به زوج‌های هتروسکسوال یا زوج‌های همجنس‌گرای مرد دارند، و این پدیده را «مرگ جنسی لزبین» نامید. برخی از لزبین‌ها با تعریف شوارتز از تماس جنسی مخالفت کرده و عواملی دیگر را برشمرده‌اند، از جمله ارتباطات عمیق‌تری که میان زنان وجود دارد و باعث می‌شود همبستری چندین‌باره بی‌معنی شود، یا سیالیت جنسی بیشتر در زنان که موجب می‌شود آنها در طول زندگی خود از هتروسکسوالیته به دوجنس‌گرایی و سپس به لزبینیسم تغییر کنند، یا کاملاً برچسب‌ها را رد کنند. استدلال‌های دیگری وجود دارد که نشان می‌دهند مطالعه مذکور ناقص بوده و همبستری دقیق بین زنان را به‌درستی نمایان نکرده، یا همبستری میان زنان از سال ۱۹۸۳ افزایش یافته است، زیرا بسیاری از لزبین‌ها خود را آزادتر برای ابراز جنسی احساس می‌کنند.
بحث بیشتر در مورد جنسیت و هویت جنسی تأثیر زیادی بر چگونگی برچسب‌گذاری یا درک خود از سوی بسیاری از زنان داشته است. در بیشتر جوامع غربی به افراد آموزش داده می‌شود که هتروسکسوالیته یک ویژگی ذاتی در تمام انسان‌هاست. هنگامی که یک زن متوجه جذب عاطفی و جنسی خود به زن دیگری می‌شود، ممکن است با یک «بحران هستی‌شناختی» روبه‌رو شود؛ بسیاری از کسانی که از این بحران عبور می‌کنند، کیستی لزبین را پذیرفته و به مبارزه با کلیشه‌هایی که جامعه دربارهٔ همجنس‌گرایان ارائه می‌دهد می‌پردازند تا بیاموزند چگونه در یک زیرفرهنگ همجنس‌گرا زندگی کنند. لزبین‌ها در فرهنگ‌های غربی معمولاً کیستی مشترک دارند که مشابه کیستی‌های قومی است؛ آنها تاریخ و زیرفرهنگ مشترک دارند و تجربه‌های همسانی از تبعیض دارند که باعث شده بسیاری از لزبین‌ها اصول هتروسکسوالیته را نپذیرند. این کیستی از کیستی همجنس‌گرایان مرد و زنان هتروسکسوال متفاوت است و اغلب با زنان دوجنس‌گرا ایجاد تنش می‌کند. یکی از نقاط اختلاف، لزبین‌هایی هستند که با مردان همبستری داشته‌اند، در حالی که لزبین‌هایی که هیچ‌گاه با مردان همبستری نداشته‌اند ممکن است به عنوان «گلد استار لزبین» شناخته شوند. کسانی که با مردان همبستری داشته‌اند ممکن است از سوی دیگر لزبین‌ها ریشخند شوند یا با چالش‌هایی در تعریف آنچه که به معنای لزبین بودن است روبرو گردند.
پژوهشگران، از جمله در حوزه علوم اجتماعی، بیان می‌کنند که رفتار و کیستی اغلب با هم همخوانی ندارند: زنان ممکن است خود را هتروسکسوال بنامند اما با زنان همبستری داشته باشند، لزبین‌های خودشناخته ممکن است با مردان همبستری داشته باشند، یا زنان ممکن است متوجه شوند که کیستی جنسی‌ای که آن را تغییرناپذیر می‌پنداشتند، با گذشت زمان تغییر کرده است. پژوهش‌هایی که به‌دست لیزا دیاموند و همکارانش انجام شد، گزارش دادند که «لزبین‌ها و زنان با سیالیت جنسی بیشتر از زنان دوجنس‌گرا در رفتارهای جنسی خودانحصاری دارند» و همچنین «لزبین‌ها به نظر می‌رسیدند که تمایل بیشتری به جلب توجه و رفتارهای جنسی صرفاً همجنس دارند.» این پژوهش‌ها گزارش دادند که لزبین‌ها «ظاهراً یک تمایل اصلی لزبین را نشان می‌دهند.»
مقاله‌ای در سال ۲۰۰۱ که به تمایز لزبین‌ها برای مطالعات پزشکی و پژوهش‌های بهداشتی پرداخته بود، پیشنهاد کرد که لزبین‌ها را با استفاده از سه ویژگی کیستی یگانه، رفتار جنسی یگانه، یا ترکیبی از هر دو شناسایی کنند. این مقاله بر آن بود که تمایل یا جذب را شامل نشود چرا که معمولاً بر مسائل قابل اندازه‌گیری بهداشتی یا روان‌شناختی تأثیری ندارد. پژوهشگران بیان می‌کنند که هیچ تعریف معیاری از "لزبین" وجود ندارد زیرا "این واژه برای توصیف زنانی که با زنان همبستری دارند، چه به صورت انحصاری و چه به صورت همزمان با همبستری با مردان (یعنی رفتار)؛ زنانی که خود را لزبین شناسایی می‌کنند (یعنی کیستی)؛ و زنانی که ترجیح جنسی آنها زنان است (یعنی تمایل یا جذب)" استفاده شده است … "نبود یک تعریف معیار از لزبین و پرسش‌های معیار برای ارزیابی اینکه چه کسانی لزبین هستند، باعث شده که تعریف دقیقی از جمعیت زنان لزبین دشوار باشد." چگونگی و مکانی که نمونه‌های مطالعه به دست آمده‌اند نیز می‌تواند بر تعریف تأثیر بگذارد.

## در قانون کشورها

### در جهان
با اصلاح قانون در قبرس شمالی به عنوان آخرین کشور اروپا، دیگر در این قاره، استرالیا و آمریکای شمالی کشوری وجود ندارد که همجنس‌گرایی در آن جرم محسوب شود. علاوه بر آن ازدواج همجنسگرایان هم‌اکنون در شانزده کشور دنیا قانونی است. سازمان ملل متحد اعلامیه جهانی حمایت از حقوق اقلیت‌های جنسی را منتشر کرده و تاکنون ۹۴ کشور عضو با امضای آن متعهد به رعایت این حقوق شده‌اند. در ۲۶ ژوئن ۲۰۱۵ دیوان عالی ایالات متحده آمریکا اعلام کرد که زوج‌های همجنس بنا به قانون اساسی این کشور از حق برابری قانونی برخوردارند و به این ترتیب زوج‌های همجنس در سراسر آمریکا اکنون حق ازدواج دارند. همچنین در ۲۳ ماه مه ۲۰۱۵ مردم ایرلند در یک همه‌پرسی به ازدواج زوج‌های همجنس رأی «آری» دادند.

### در ایران
مُساحقه در فقه اسلامی و قانون مجازات اسلامی ایران بدین‌سان ارتکاب می‌یابد که زن عاقل و بالغ و مختار، اندام تناسلی خود را روی اندام تناسلی یک زن دیگر قرار دهد. همجنس‌گرایی زنانه در حالت مساحقه، کیفر صد تازیانه دارد و تفاوتی میان مسلمان و نامسلمان نیست. همچنین در صورت تجاوز جنسی یک زن به زن دیگر برخلاف لواط مردانه، اعدام مقرر نشده است. برای هر دو همجنسگرایی مردانه و زنانه در حالت مادون لواط و مساحقه مانند بوسیدن و لمس شهوانی، ۳۱ تا ۷۴ تازیانه پیش‌بینی شده است.
در قیاس با لواط مردان، برای مساحقهٔ زنان حساسیت و کیفر کمتری وجود دارد؛ زیرا در جرم لواط، مفعول جز در حالت تجاوز جنسی به وی در هر حال اعدام می‌شود و فاعل در صورتی که نامسلمان یا مسلمان همسردار باشد یا به مفعول تجاوز جنسی کرده باشد اعدام می‌گردد و در غیر این صورت صد تازیانه دارد.
این سهل‌گیری تا حدودی به این دلیل است که در قرآن به سَحق و همجنسگرایی زنانه اشاره نشده است – برخلاف لواط که آیاتی در این زمینه دارد – اما مفسران مسلمان، اشاره صرف این کتاب به نامِ اصحاب رَسّ را به استناد روایات در نکوهش سحق دانسته‌اند. آیات ۱۵ و ۱۶ سورهٔ نسا را نیز اقلیتی از فقها علی‌رغم نظر مشهور فقهی مبنی بر دلالت بر زنا و نسخ آن با آیهٔ ۲ سورهٔ نور و همچنین عدم تصریح به سحق در آن آیات، به‌ترتیب دربارهٔ کیفر مساحقه و لواط دانسته‌اند. در فقه اسلامی از مساحقه به تفصیل بحث شده و روایاتی در این باره آمده است.
در همهٔ جرائم حدّی مانند مساحقه و لواط و خوردن مشروبات الکلی حتی اگر اثبات شود فرد چندین بار به مساحقه دست زده است باز هم تنها یک بار کیفر صد تازیانه خواهد داشت اما چنانچه بعد از هر محکومیت مساحقه کرده و مجدد محکوم گردد و کیفر وی نیز اجرا گردد تا بار سوم محکومیت و اجرا هر بار صد تازیانه خورده اما در بار چهارم محکومیت، اعدام می‌گردد.
راه‌های‌های اثبات مساحقه در دادگاه همان راه‌های اثبات لواط است؛ یعنی با چهار بار اقرار مرتکب یا شهادت چهار مرد عادل مستند به دیدن حضوری مساحقه اثبات می‌گردد؛ مگر اینکه دانش دادرس (علم قاضی) که از مستندات دیگری به دست آمده، خلاف محتوای شهادت باشد. شهادت زنان در اثبات مساحقه معتبر نیست. در ماده ۲۴۱ قانون مجازات اسلامی ایران در صورت نبود ادله قانونی یادشده، هرگونه پژوهش و بازجویی دربارهٔ جرائم جنسی پنهان جز در حالت تجاوز جنسی و اکراه و اغفال و آزار و ربایش منع گردیده است.